# Nicolas Bergonzi
Pour les articles homonymes, voir Bergonzi.
Nicolas Bergonzi (Nicola Bergonzi), né en 1754 et mort en 1832, est un luthier italien actif à Crémone (Italie)

## Biographie
Nicolas Bergonzi est issu d'une famille de luthiers, notamment, il est fils de Michel Angelo Bergonzi et petit-fils de Carlo Bergonzi. Carlo Antonio est son frère aîné.
Son atelier a été établi Contrada Coltellai à Crémone et était voisin, de 1787 à 1794, de celui de Lorenzo Storioni avec qui il a collaboré occasionnellement. Les deux luthiers n'utilisaient pas toujours les meilleurs matériaux.
Ces premiers instruments sont créés vers 1777 et les derniers en 1804.
Sur le site de la maison de vente aux enchères Tarisio, il est écrit que « ses instruments sont bien construits, possédant des cambrures relativement plates et parfois un joli vernis orange, et cherchent à se rapprocher de la splendeur de l'œuvre de son grand-père ».